# 999手机充电都市传说
999手机充电都市传说是一个都市传说 ，流言声称如果手机电量不足，那么拨打999（或任何地区的紧急号码）后就会立刻给手机充电，讓手机在短时间获得更多电量。几名英国警察后来公开指出拨打这种电话是具有“虚假报警”指控的风险性，从而证实了这一都市传说纯属虚构。

## 原理
这个都市传说的原理是黑莓手机的一个功能：如果电池电量过低，手机就会自动锁定手机功能，并关闭除紧急服务电话外的所有通话。人们发现，如果他们拨打999，然后立即挂断，这个功能会覆盖关机时刻数分钟，这样就可以继续打电话了。

## 回应
据信，这一说法起源于2012年左右的黑莓论坛。2013年，德比郡警方发布了一份新闻稿，告诉人们不要相信拨打999会给电池充电的谣言。他们说，每接到一个无声或突然挂断的999电话，接线员就必须给这个人回电话，以确保没有紧急情况发生。而这些恶作剧电话完全浪费了警方的时间，同时也可能会阻碍警方对真实紧急情况的反应。贝德福德郡警方还发布信息，要求人们未遇到紧急情况下不要拨打999，因为他们表示，在2013年的最后六个月，相信这一谣言拨打999恶作剧电话的数量有所增加。其他消息来源补充说，滥用拨打999是非法的。他们还表示，警方可以切断滥用拨打999紧急服务的电话。
另一个同理的都市传说是，当iPhone上的Siri被告知“将我的手机充电到100%”时，这款手机就会以安全模式的形式呼叫紧急服务。这后来被追踪到是苹果系统编程中的一个bug，随后这个bug在一天之内就被修复了。但这个都市传说被作为恶作剧继续在社交媒体上传播。